# Biên giới quốc gia (phim)
Biên giới quốc gia (tiếng Nga: Государственная граница) là một bộ phim truyền hình của hãng Belarusfilm đề cập đến công việc của lực lượng biên phòng Liên Xô. Mạch phim trải dài từ năm 1917 đến cuối thập niên 80 thế kỷ XX và triển khai trên lãnh thổ của Liên Xô từ vùng Viễn Đông đến biên giới phía Tây. Bộ phim được phát sóng trên truyền hình Liên Xô từ năm 1980 đến 1988.

## Nội dung
Bộ phim gồm 8 tập, mỗi tập là một câu chuyện xoay quanh một vài nhân vật chính. Mỗi tập phim đề cập đến các sự kiện trong một khoảng thời gian nhất định nằm trong sự hình thành và phát triển của lực lượng biên phòng Liên Xô.
Liên Xô:
- Tập 1: Chúng tôi là của chúng tôi, chúng tôi là...[1] (tiếng Nga: Мы наш, мы новый..., 1980)
- Tập 2: Mùa hè yên bình của năm thứ 21...[2] (tiếng Nga: Мирное лето 21-го года..., 1980)
- Tập 3: Biên giới phía Đông[3] (tiếng Nga: Восточный рубеж, 1982)
- Tập 4: Cát đỏ[4] (tiếng Nga: Красный песок, 1984)
- Tập 5: Năm 41[5] (tiếng Nga: Год 41-й, 1986)
- Tập 6: Vượt quá ngưỡng chiến thắng[6] (tiếng Nga: За порогом победы, 1987)
- Tập 7: Gió mặn[7] (tiếng Nga: Солёный ветер, 1988)
- Tập 8: Ở biên giới xa[8] (tiếng Nga: На дальнем пограничье, 1988)

Cộng hòa Bêlarut:
- Tập 9: Sợ chuyển phát nhanh[9] (tiếng Nga: Курьеры страха, 2016)
- Tập 10: Bẫy Afghanistan[9] (tiếng Nga: Афганский капкан, 2016)
- Tập 11: Bắt chết người[9] (tiếng Nga: Смертельный улов, 2016)
- Tập 12: Mục tiêu sai[9] (tiếng Nga: Ложная цель, 2016)

## Diễn viên
- Igor Starygin... Vladimir Danovich
- Mikhail Kozakov... Feliks Dzerzhinsky
- Avgustin Milovanov... Vyacheslav Menzhinsky
- Aleksandr Denisov... Ivan Gamayun
- Yury Kayurov... Vladimir Ilyich Lenin

## Vinh danh
- Giải thưởng do KGB trao tặng (1981)